# Alceste (Gluck)
Alcesta (v originále Alceste) je opera Christopha Willibalda Glucka z roku 1767. Autorem libreta je Ranieri de' Calzabigi. Opera existuje ve dvou verzích, vídeňské (v italštině) z roku 1767 a přepracované pařížské (ve francouzštině, libreto: Leblanc du Roullet), která měla premiéru v Pařížské opeře 23. dubna 1776.

## Hlavní postavy
- Alcesta, královna (soprán)
- Admetos, král (tenor)
- Herakles (bas)
- Thanatos, bůh podsvětí (bas)
- Apollon, bůh hudby (bas)

## Obsah
Opera Alcesta má tři dějství. Její děj je odvozen z antické pověsti o Alkéstis, manželce ferského krále Adméta.

### První dějství
Je ohlášeno, že král Admetos umírá. Lid úpí a v čele s královnou Alcestou odchází do Apollonova chrámu, aby se modlil za svého krále. V chrámu pak dochází k zázraku – Apollon se zjevuje a oznamuje, že je ochoten krále zachránit, pokud se za něj obětuje někdo jiný. Alcesta zůstává u oltáře a oběť přijímá.

### Druhé dějství
Král se náhle uzdravuje a v paláci nastává všeobecné veselí. Královna Alcesta se dlouho neodvažuje říct králi pravdu o tom, čím bude jeho uzdravení vykoupeno. Když tak nakonec učiní, král takovou oběť odmítá.

### Třetí dějství
Lid opět úpí, tentokrát pro královnu Alcestu. Do města přichází hrdina Herakles, který si chce u svého přítele Admeta trochu odpočinout od svých hrdinských činů. Když slyší celý příběh, rozhodne se, že se vypraví do podsvětí pro Alcestu a vyrve jí ze spárů smrti.
V podzemí mezitím Alcesta bloudí a hledá vstup do říše zesnulých. Objevuje se zde i Admetos, který se snaží přesvědčit boha podsvětí Thanata, aby přijal jej místo Alcesty. Thanatos to odmítá, protože nemůže změnit vůli boha Apollona a nechává Alcestu odvést do podsvětí. Do toho ještě přichází Herakles a s Admetovou pomocí se mu podaří Alcestu vyrvat smrti a přivést zpátky k bráně. Tolik projevů lásky a přátelství nakonec udolá Apollona, který dovoluje návrat všech tří (Admeta, Alcesty i Herakla) zpět na zemi.

## Nahrávky
- 1982 pařížská verze, Sbor a Symfonický orchestr Bavorského rozhlasu, dirigent: Serge Baudo, v hlavních rolích: Admetos (Nicolai Gedda), Alcesta (Jessye Norman), Velekněz (Tom Krause), Euandros (Robert Gambill), Zbrojnoš (Peter Lika), Herkules (Siegmund Nimsgern), Apollon (Bernd Weikl), Orákulum (Ronald Bracht), Bůh Podsvětí (Kurt Rydl), Koryfej (Francoise Pollet)[1]